# Brittany Pierce
Brittany Susan Pierce es un personaje de ficción de la serie de comedia estadounidense Glee. El personaje es interpretado por la actriz Heather Morris, y ha aparecido en Glee desde su segundo episodio, llamado «Showmance», emitido el 9 de septiembre de 2009 en Estados Unidos. Brittany fue desarrollado por los creadores de Glee Ryan Murphy, Brad Falchuk e Ian Brennan.

## Argumentos

### Primera temporada
Brittany aparece por primera vez en Glee durante el segundo episodio del programa, como miembro del equipo de porristas de las Cheerios. Ella se une al club Glee “Nuevas Direcciones” con sus amigas y otras animadoras, Quinn Fabray (Dianna Agron) y Santana López (Naya Rivera). La entrenadora de porristas Sue Sylvester (Jane Lynch) les pide a las tres que la ayuden a destruir el club desde adentro. Cuando el club debe competir en la ronda seccional de la competencia de coros de espectáculos, Brittany, sin saberlo, filtra su lista fija a Sue, quien filtra las rutinas a los clubes de la competencia. Nuevas Direcciones reúne una nueva lista de conjuntos en el último minuto y continúa ganando la competencia a pesar de todo. Brittany también revela que ella y Santana han tenido relaciones sexuales, pero no están saliendo. Después de la victoria del club en las seccionales, Sue renueva su esfuerzo para derribarlos, y recluta a Brittany y Santana para separar a los capitanes Rachel Berry (Lea Michele) y Finn Hudson (Cory Monteith). Invitan a Finn a una cita con los dos, pero lo ignoran durante la noche y finalmente le piden que se siente en el auto y las deja para que terminen de comer solas. Ella menciona en el episodio "Mala reputación" que lo ha hecho con casi todos en la escuela, hombres y mujeres por igual, y el conserje de la escuela. Ella también sale brevemente con Kurt Hummel (Chris Colfer) en el episodio "Laryngitis", ya que él quiere parecer más masculino para impresionar a su padre y es el único hombre con el que no se ha acostado en la escuela.

### Segunda temporada
En el episodio de la segunda temporada "Duetos", ella le pide a Santana que sea su compañera para la competencia de duetos mientras se están besando. Santana la rechaza, así que Brittany intenta hacerla sentir celosa al salir con su compañero del club Glee, Artie Abrams (Kevin McHale). Ella duerme con Artie, pero Santana le dice que Brittany solo lo estaba usando para su voz, así que rompe con ella, para consternación de Brittany.La relación de Brittany con Artie continúa desarrollándose; en "Nunca me han besado", la obliga a salir con él de nuevo. A partir de "Furt", están saliendo oficialmente. En "Sexy", después de su interpretación de "Landslide" con Santana y Holly Holliday (Gwyneth Paltrow), Santana admite sus verdaderos sentimientos por Brittany. Aunque Santana teme ser excluida por el cuerpo estudiantil de McKinley High por estar en una relación del mismo sexo, ella le confiesa su amor romántico a Brittany, sentimientos que son recíprocos. Sin embargo, Brittany afirma que ella también ama a Artie y que nunca haría nada para lastimarlo, incluso si eso significa no poder estar con Santana. Ella dice que si ella y Artie alguna vez terminan, ella sería de Santana, con orgullo.

### Tercera temporada
Brittany se postula para presidente de clase adulta en la tercera temporada, comenzando en "I Am Unicorn", y gana la elección en "I Kissed A Girl", derrotando a Kurt en la votación. Ella y Santana se unen a los Troubletones, un coro de mujeres rivales en McKinley, y comienzan a salir formalmente; Después de que Santana es revelada por Finn, están abiertos sobre su relación. Las dos se unen a New Directions nuevamente, después de que los Troubletones pierden en las Seccionales. Santana envía a Brittany una canción de San Valentín en "Hart", y las dos se besan públicamente después. [10] En "Saturday Night Glee-ver", preocupada por los planes futuros de Santana, Brittany tiene la idea de pedirle a Sue que haga arreglos para que Santana obtenga una beca completa para el programa de porristas universitarios más importante del país. Después de un año de ser una presidenta de clase y no hacer nada, Brittany organiza un baile de graduación con temática de dinosaurios. En el final de la temporada, Brittany revela que sus calificaciones son tan malas que no se graduará, por lo que tendrá que repetir su último año.

### Cuarta temporada
En el primer episodio de la cuarta temporada, Brittany compite para convertirse en la cantante principal de New Directions, pero pierde ante Blaine (Darren Criss). Luego vuelve a perder con él cuando se postula para ser presidenta de la clase senior de segundo término. Santana rompe formalmente con Brittany porque siente que su relación a larga distancia no está funcionando, aunque los dos siguen siendo amigos. Luego se convierte en 'amigas rubias' con Sam Evans (Chord Overstreet), y luego comienza a salir con él. Santana regresa para tratar de romperlos, sin embargo falla. Brittany visita el MIT, donde es apodada una genio matemática. Al regresar a Lima, se vuelve arrogante, se niega a actuar en los Regionales, abandona los Cheerios y rompe con Sam. Después de que Will y Sue no logran que Brittany cambie su actitud, Sam hace que Santana regrese a Lima para intervenir. Después de hablar con Santana, Brittany decide actuar en las Regionales. Brittany le revela al club Glee que se le ofreció la admisión temprana al MIT y le da un adiós emocional, ya que se irá después de los Regionales. 

### Quinta temporada
Brittany regresa a McKinley en "100" junto con otros exalumnos de New Directions tras el cierre del club Glee. Brittany manifiesta su infelicidad por ser una genia de las matemáticas y besa a su exnovia Santana. En "New Directions", Brittany acepta abandonar el MIT antes de ir a Lesbos con Santana. Santana le pide a Brittany que la acompañe a Nueva York después de su viaje, y Brittany acepta. Brittany finalmente se gradúa en el episodio, un año tarde. Brittany regresa a Nueva York en el último episodio de la temporada "The Untitled Rachel Berry Project", pero descubre que Santana está fuera de la ciudad filmando otro comercial de Yeast-I-Stat.

### Sexta temporada
Al comienzo de la sexta temporada, Brittany regresa con Santana y el resto de los exalumnos del club Glee a McKinley High School en "Homecoming" para ayudar a Rachel y Kurt a reclutar miembros para New Directions. En "Jagged Little Tapestry", mientras que los exalumnos se quedan una semana más, Brittany se sorprende por la propuesta de matrimonio de Santana y acepta con gusto. Brittany y Santana luego regresan a "What The World Needs Now" para tratar con la abuela que desaprueba a Santana, Alma, con quien no ha hablado desde que salió como lesbiana. Brittany toma el asunto en sus propias manos e intenta invitar a Alma a la boda, pero el prejuicio de Alma es demasiado fuerte y ella rechaza su compromiso, y Brittany le dice que no lo haga. Más tarde, los New Directions los colocarán en un intento de ser invitados a su próxima boda. Brittany y Santana se casan en una ceremonia doble con Kurt y Blaine en el octavo episodio "A Wedding". Antes de la ceremonia, Sue llega con Alma, a quien ha ayudado a darse cuenta de que, si bien no cree que las mujeres deban casarse entre sí, la familia es lo más importante, lo que hace que ella y Santana se reconcilien. Brittany y Santana regresan brevemente en los últimos minutos del final de la serie "Dreams Come True" para una última actuación con el resto de Glee Cast para hacer una reverencia.

## Creación y casting

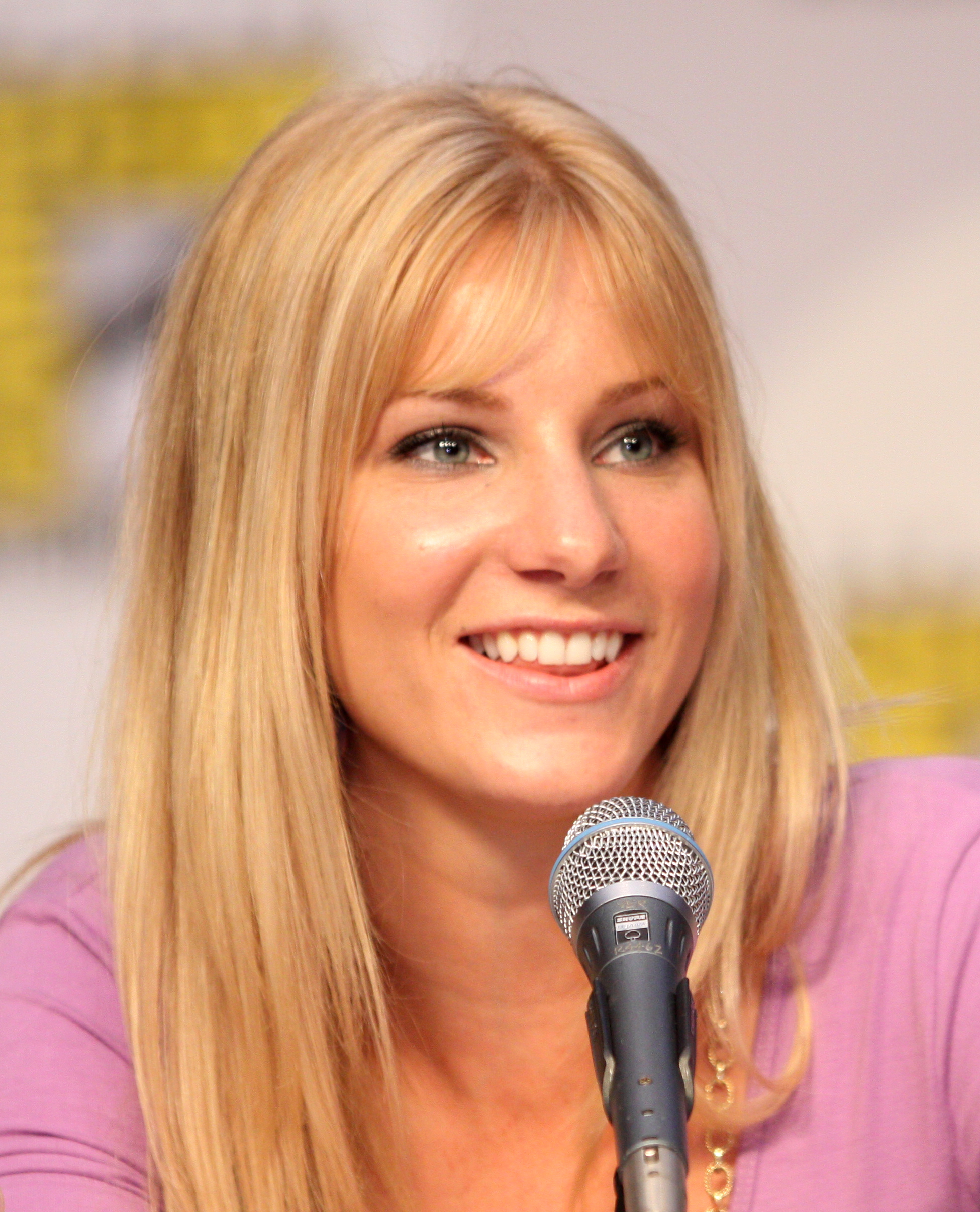
Heather Elizabeth Morris en 2010 Comic Con en San Diego.

Brittany aparece por primera vez como un personaje invitado en el segundo episodio de la primera temporada de Glee. La trajeron como miembro del equipo de porristas de William McKinley High, los Cheerios. Brittany es interpretada regularmente por la actriz Heather Morris. Morris creció con una sólida formación en coreografía. Ella estaba tomando clases de actuación y persiguiendo activamente una carrera como actriz cuando se le ofreció un puesto en la gira mundial de la artista Beyoncé Knowles como bailarina. Morris, sin embargo, rechazó el trabajo. Poco después, el coreógrafo de Glee, Zach Woodlee, le pidió que enseñara la coreografía del baile de "Single Ladies" de Beyoncé a los actores de Glee'. Al mismo tiempo, el programa estaba buscando una tercera animadora, originalmente querían que la tercera fuera afroamericana, pero Morris terminó por interpretar el papel de Brittany Pierce. Inicialmente, un personaje de fondo que casi nunca hablaba, el papel creció a medida que los escritores descubrieron que Morris tenía un don para entregar frases de una sola línea. En una entrevista con Brandon Voss de The Advocate.com, Morris dijo sobre su casting:

"Aproximadamente seis meses después de que me mudé a LA, conseguí un trabajo haciendo la gira de Beyoncé. Después de que terminé la gira, comencé a trabajar con el coreógrafo Zach Woodlee, quien comenzó a contratarme para hacer cosas como Fired Up! Y Eli Stone. Antes de La gira de Single Ladies se suponía que me mudaría a Nueva York para hacer West Side Story, pero luego dejé de bailar y empecé a asistir a clases de actuación porque ya no quería bailar y realmente quería cumplir mi sueño de actuar de toda la vida. Zach llamó yo y era como, '¿estás en Nueva York?' Yo estaba como, 'No, todavía estoy aquí en L.A. y estoy actuando'. Él estaba como, 'OK, necesito que vengas y enseñes el baile "Single Ladies" a Chris Colfer y Jenna Ushkowitz para el programa de televisión (Glee) que estoy haciendo. Ya que estás actuando ahora, sé que Ryan Murphy lo haría. Me encanta considerarte para una parte. Mira lo más lindo que puedas para que él te ame aún más". Así que fui a enseñar con un atuendo completo. Estaba programado para leer con Ryan Murphy dos veces, pero las canceló. Después de eso, Zach me llamó y me dijo que no podían contratarme de todos modos porque querían que la tercera animadora fuera negra, por lo que mis esperanzas disminuyeron. Pero luego mi agente me llamó una semana más tarde y me dijo: Te elegieron como Brittany para Glee. Así que fue una locura".

El papel de Brittany en el programa inicialmente fue pensado para ser personaje secundario, pero creció hacia el final de la primera temporada. Ella no tiene ninguna actuación musical solista durante la primera temporada, pero Morris esperaba tener una en la segunda temporada.  El 27 de abril de 2010, Michael Ausiello de Entertainment Weekly informó que Morris sería personaje regular para la segunda temporada. Hablando a E! Onine, Morris comentó: "Es muy divertido. Literalmente, me quedo allí muda y luego me digo: '¡Oh, sí, tengo que hablar ahora!'". En el Tour de Prensa de Verano de la Asociación de Críticos de Televisión 2010, Murphy declaró que Brittany tendría "grandes historias" en la nueva temporada, ya que los espectadores quieren saber más sobre ella.

## Números musicales
Brittany se presenta en muchos de los números musicales de la serie, aunque no tiene una línea solista hasta la segunda temporada. En el segundo episodio de esa temporada "Britney/Brittany", Brittany interpreta "I'm a Slave 4 U" como solista y "Me Against the Music" como dúo con Santana. Las canciones de Morris como Brittany se han lanzado como singles, disponibles para descarga digital, y también han aparecido en los álbumes de la banda sonora del programa. Brittany canta para "Tik Tok" de Kesha en el episodio "Blame It on the Alcohol". Candace Bulter de ScreenCrave elogió la interpretación de New Directions de la canción y escribió: "Kesha podría ser capaz de superar a los miembros de Glee, pero su versión de la canción fue fenomenal". Continuó elogiando la coreografía de Brittany y voz, llamándolo "enojado" y "impresionante". Sandra Gonzalez de Entertainment Weekly elogió todas las actuaciones musicales y las versiones de ese episodio. En el final de la temporada, ella canta líneas en solitario en la presentación de Nationals del club Glee de la canción original "Light Up the World". En la tercera temporada, la primera actuación importante de Brittany fue en el tercer episodio "Asian F", donde canta el papel principal de "Run the World (Girls)" de Beyoncé, que obtuvo superlativos de muchos críticos, incluido Kevin Fallon de The Atlantic, quien escribió: "La interpretación de Brittany de 'Run the World (Girls)' fue emocionante. Fue el número musical con más adrenalina que ha producido la serie: coreografiada, grabada y editada por expertos, perfectamente entretejida en la historia y con una interpretación exquisita de Heather Morris". También realiza un dueto con Santana en "I Wanna Dance With Somebody (Who Loves Me)" en el episodio del tributo a Whitney Houston "Dance With Somebody".